# Evangeličanska cerkev, Domanjševci
Evangeličanska cerkev, Domanjševci je v vasi Domanjševci (Domonkosfa) in Občini Šalovci.

## Zgodovina vasi
Vas Domanjševci leži na levi strani potoka Mala Krka. Pred turškimi vpadi je pretežni del vasi bil na t. i. »starem vreju«. Na enem od svojih pohodov so jo Turki požgali in porušili. Ustno izročilo pravi, da so Domanjševci v davni preteklosti bili pomembna vas.  Kot  »Mincu«, pozneje »Domonkusolcz«, se omenjajo še leta 1208. V »starem vreju« je bil velik samostan dominikancev (po njih naj bi Domanjševci dobili tudi ime), poleg samostana je bila cerkev in znana latinska šola - gimnazija,  katero so obiskovali predvsem otroci premožnejših staršev od blizu in daleč.  Cerkev,  samostan in šolo so Turki do tal požgali. Zgradbe naj bi stale na pobočju, ki je danes zasajeno z vinogradi.

## Zgodovina cerkve
Cerkev, župnišče in šolo so zgradili na bližnjem griču zaradi tega, da bi bili dostopnejši tudi ostalim okoliškim vasem. Možnost za gradnjo cerkve se je kot za ostale evangeličanske cerkve pojavila šele po izdaji  tolerančnega patenta Jožefa II. (13. okt. 1781). Domanjševci so kmalu predstavljali močno podružnico evangeličanske cerkvene občine Hodoš. Lastne cerkvene občine še niso mogli ustanoviti, ker je cesarjev patent (edikt)  določil pogoj 200 družin ali vsaj 500 evangeličanskih vernikov, česar pa Domanjševci niso premogli.
Že okrog leta 1800 so postavili leseno cerkvico, nekoliko niže od današnje. Zgradili so tudi stanovanje za učitelja in ustanovili šolo (1807). V leseni cerkvici je vsako nedeljo opravljal  »laično božjo službo« učitelj (pod duhovnikovim mentorstvom) in istočasno poučeval otroke. Enkrat mesečno pa je božjo službo in pouk opravljal hodoški duhovnik. Leta 1871 je cerkvena občina zgradila novo šolo.  V letu 1874 pa so zgradili novo župnišče in gospodarska poslopja za duhovnika in učitelja. Za vzdrževanje kantorja so leta 1877 kupili  obdelovalno zemljo.
Leta 1883 sta se domanjševski cerkveni občini priključili vasi Prosenjakovci in Čikečka vas.

## Nadaljnji razvoj cerkvene občine
Leta 1899 so sklenili staro cerkev porušiti in zgraditi novo. Njihovo željo je odobrila tudi škofija.
Z gradnjo nove cerkve so pričeli leta 1901 in jo dokončali jeseni leta 1902, ko je bila 
26. oktobra z blagoslovitvijo predana svojemu namenu. Novozgrajeno cerkev v romanskem slogu, v kateri je prostora za 1.000 ljudi, je projektiral arhitekt Alojz Kleiber, dela pa je vodil Tivadar Ratkol. Med gradnjo cerkve so božje službe opravljali v šoli. Kupili so še klopi in oltar.  V Szekesfehervarju pri podjetju Szalay so kupili nove, 12-registrske orgle.  V tem času v Domanjševsko šolo (enako tudi v hodoško) zahajalo vse več otrok iz širše okolice. V času I. svetovne vojne so bili mobilizirani vsi moški od osemnajstega do petdesetega leta starosti. Domanjševska cerkvena občina je v tej vojni izgubila petintrideset svojih vernikov. Razen enega zvona, ki je v cerkvi ostal, so gmajni odvzeli tudi deset zvonov iz okoliških vaških kapelic.  Leta 1929 so porušili staro in zgradili novo župnišče. V letu 1932 pa so verniki zbrali sredstva za renoviranje celotne notranjosti cerkve.   Božje službe so opravljali v slovenskem in madžarskem jeziku. V lasti cerkvene občine sta bila dva cerkvena zvonova,  orgle in vsa šolska oprema,  ter  šola v Prosenjakovcih (zgrajena leta 1897).  Madžarska oblast se je v času svoje vladavine obvezala, da bo na prosenjakovski šoli vedno eden evangeličanski učitelj. Leta 1937 so dve tretjini učencev prestavljali evangeličanski učenci,  verouk so v Prosenjakovcih poučevali štiri ure tedensko, v Domanjševcih pa šest ur tedensko. Razen božjih služb v matični domanjševski cerkvi so bila bogoslužna srečanja večkrat na leto tudi v Prosenjakovcih (v kapelici) in v Čikečki vasi.